# Igor Wiktorowitsch Ljowschin

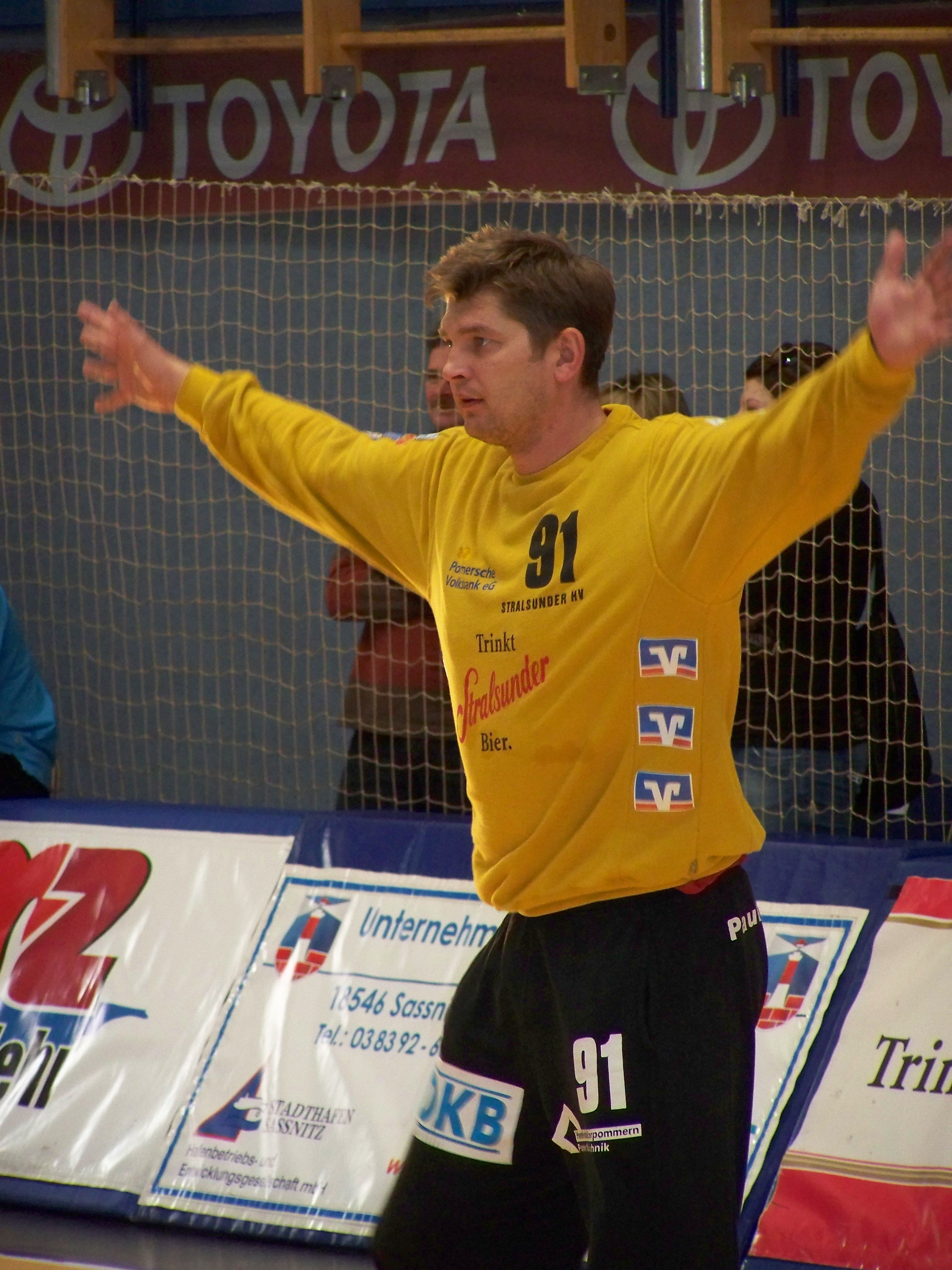
Igor Wiktorowitsch Ljowschin (2009)

Igor Wiktorowitsch Ljowschin, in Deutschland auch Igor Lewschin, (russisch Игорь Викторович Лёвшин; englisch Igor Lyovshin; * 18. August 1974 in Tiraspol, Moldauische SSR, Sowjetunion) ist ein ehemaliger russischer Handballtorwart.

## Vereinskarriere
Igor Ljowschin kam durch den Schulsport zum Handball. Der 1,98 Meter große Torwart spielte von 1992 bis 1999 bei GK Kaustik Wolgograd, wo er gemeinsam mit u. a. Oleg Kuleschow und Alexei Kostygow vier Meisterschaften feiern konnte. Anschließend stand er in Slowenien im Tor bei RK Celje und zwei Jahre bei Termo Škofja Loka. Von 2002 bis 2009 war er beim Stralsunder HV aktiv, mit dem er in der 1. Bundesliga und der 2. Bundesliga spielte. Zur Saison 2009/2010 wechselte er zum Zweitligisten SV Post Schwerin, sein Vertrag lief bis 2013; nach der Insolvenz der Schweriner wechselte er Anfang 2013 zum SC DHfK Leipzig; sein Vertrag wurde nach der Saison 2012/13 nicht verlängert. Daraufhin schloss er sich dem russischen Erstligisten GK Permskije Medwedi an, mit dem er 2014 den Pokal gewann. Nachdem Ljowschin in der Saison 2015/16 für den katarischen Verein al-Rayyan SC aufgelaufen war, unterschrieb er im September 2016 beim deutschen Bundesligisten HC Erlangen einen Vertrag, der für die Dauer des Ausfalls von Stammtorhüter Nikolas Katsigiannis galt.

## Nationalmannschaft
Ljowschin spielte für die russische Junioren-Mannschaft bei der Junioren-WM 1993 in Ägypten, zwei Jahre später wurde er mit der Auswahl Junioren-Weltmeister. In der russischen A-Nationalmannschaft stand er lange im Schatten von Weltstar Andrei Lawrow, Pawel Sukosjan und Kostygow. Er bestritt 90 Länderspiele, so bei der Handball-Europameisterschaft 2006. Für die Weltmeisterschaft 2013 holte ihn sein ehemaliger Weggefährte und neuer Nationaltrainer Oleg Kuleschow wieder in den Kader zurück. Im März 2013 wurde er erneut zu einem Lehrgang der Nationalmannschaft und für zwei Qualifikationsspiele zur Europameisterschaft 2014 berufen; bei der Europameisterschaft in Dänemark stand er im Aufgebot. Nach der Weltmeisterschaft 2015 beendete er seine internationale Karriere.

## Trainerlaufbahn
Seit 2017 ist er Co- und Torwarttrainer bei GK ZSKA Moskau (vormals Spartak Moskau), in der Saison 2019/20 unter Kuleschow. Zwischen 2017 und 2020 war er auch für die Torhüter der russischen Nationalmannschaft zuständig.

## Privates
Igor Ljowschin ist verheiratet und hat zwei Kinder.

## Erfolge
- Junioren-Weltmeister 1995
- Russischer Meister 1996, 1997, 1998, 1999
- Russischer Pokalsieger 2014
- Slowenischer Meister 2000
- Slowenischer Pokalsieger 2000
- Meister 2. Bundesliga 2003, 2008